# Orbán Tamás
Orbán Tamás (1974–) könnyűzenei dalszövegíró, zenei és tévés producer, kreatív, filmes online tartalomelőállító.

## Pályafutása
Dalszövegíróként:
1994-ben jelenik meg első munkája, mely rögtön országos slágerré válik. Az Azok a fiúk nevű formációnak írja meg Az angyalok a Földre vágynak c. dalt.
1995-ben a Pop-Rock fesztiválra két dalát nevezik be. A Groovehouse-ból ismert Judynak írt Tűz a jéggel c. dala második, a Lancelott együttesnek írt Hello Goodbye c. dala első lesz a több száz nevezőből. Ettől az évtől folyamatosan ír.
Több mint 700 szerzeménye hallható különböző albumokon.
1996-2004 között - az Első Emelettel és Bogdán Csabával együtt dolgozva - ő írta 12 „Hupikék Törpikék” album szellemes dalszövegeit, illetve 2009-ben a grátisz 13. album szövegeit Csajtay Csabával együtt írta.
1998-ban létrehozza saját produceri cégét, melyben előadókat fedez fel és alakítja ki arculatukat. Ennek eredményeként jön létre a United – …első c. lemeze, a Romantic első három albuma, valamint a Sugarloaf – Nő a baj és Neon c. lemeze is.
1999-ben és 2002-ben is elnyeri a Jakab Líra Díj első helyét, először a United Nincs ősz, nincs tél, másodszor a Romantic Szeretem őt c. dalával.
2002-ben az Universal Music, 2008-ban az EMI Music magyarországi cégének művészeti vezetője.
2007-ben megkapja a II. Európai Arany Művész Díjat, 2008-ban pedig az Artisjus-díjat, mint az év könnyűzenei szövegírója, amit Bródy János laudációja mellett vehet át.
Televíziósként:
Több televíziós műsorban is dolgozott. Saját fejlesztésű formátuma volt a Dalnokok ligája, majd részt vett a Dob + Basszus c. műsorban, mint szakértő, valamint a Csináljuk a fesztivált! c. műsor hat szériájában zenei producerként majd formátum konzultánsként, ill. a Megasztár c. műsor utolsó három szériájában is, mint zenei producer, valamint ő volt a tehetségkutató műsor negyedik és ötödik évadához tartozó Csillagdal egyik szerzője. 2011 és 2018 között a Duna Televízió szórakoztató műsorainak vezető szerkesztője volt.
Oktatóként:
2015. óta tart interaktív dalszerző workshopokat általános iskolásoknak tanórák keretében, ahol a gyerekek megismerkedhetnek a verslábak és a zenei ritmusok átfedéseivel, valamint profi zeneszerző-producer bevonásával saját dalt alkothatnak, amihez Orbán Tamás támogatása mellett dalszöveget írnak a tanulók, amit maguk énekelnek fel a kitelepített mobil-stúdióban. A kész dalhoz videóklip is készül, amely kikerül a programsorozat YouTube csatornájára. Az iskolások a 3 napos workshop keretein belül betekintést nyernek a dalszerzés minden fázisába a dalírástól, a stúdiózáson át a videókészítésig. https://www.youtube.com/playlist?list=PLdaiYwNyNfypdtALaptpvEyvwLIjCplgh
Online tartalomelőállítóként:
2017 óta a Duna Televízió, az ELTE TTK kémia tanszék, valamint a Semmelweis Egyetem pszichológia tanszék YouTube csatornáinak önálló tartalomelőállítója kreatív filmesként, miközben zenés-edukációs sorozatokat készít az M2 gyerekcsatornára általános iskolásoknak (Betűvető, Számvető). https://www.youtube.com/@szamveto-szorzotabladalok9251

## Munkák
Dalszövegíróként 1994-től napjainkig folyamatosan jelennek meg dalai. Több mint 700 szerzeménye látott már napvilágot. Rendszeresen dolgozik együtt az alábbi előadókkal, zenekarokkal: Hooligans, United, Zséda, Gáspár Laci, Oláh Ibolya, de dolgozott együtt szerzőként már szinte a magyar zenei élet minden résztvevőjével: Radics Gigi, Rúzsa Magdi, Tóth Vera, Király Viktor, Caramel, Nagy Feró, Oroszlán Szonja, Szabó Győző, Bereczki Zoltán, Szinetár Dóra, Keresztes Ildikó, Szekeres Adrienn, Gájer Bálint előadókkal. A teljes lista itt megtalálható: http://www.zeneszoveg.hu/szemely/104/orban-tamas-dalszoveg-lyrics-bio-adatlap.html
Nemzetközi együttműködés keretében magyar szövegírója volt Andreas Carlsson, Desmond Child, Jennifer Rush, Leslie Mandoki előadók, szerzők dalainak. Ő jegyzi a nagysikerű Játékkészítő ill. Álomutazó című mese-musical-ek dalszövegeit is. Filmes betétdalai hallhatóak pl. a Zimmer Feri, az S.O.S. szerelem!, a Pappa Pia és az El a kezekkel a Papámtól! c. filmekben.